# Associação de Igrejas Batistas em Israel
A Associação de Igrejas Batistas em Israel (em inglês:  Association of Baptist Churches in Israel) é uma associação cristã evangélica de Igrejas batistas em Israel. Ela é afiliada à Aliança Batista Mundial. A sede está localizada em Nazaré.

## História

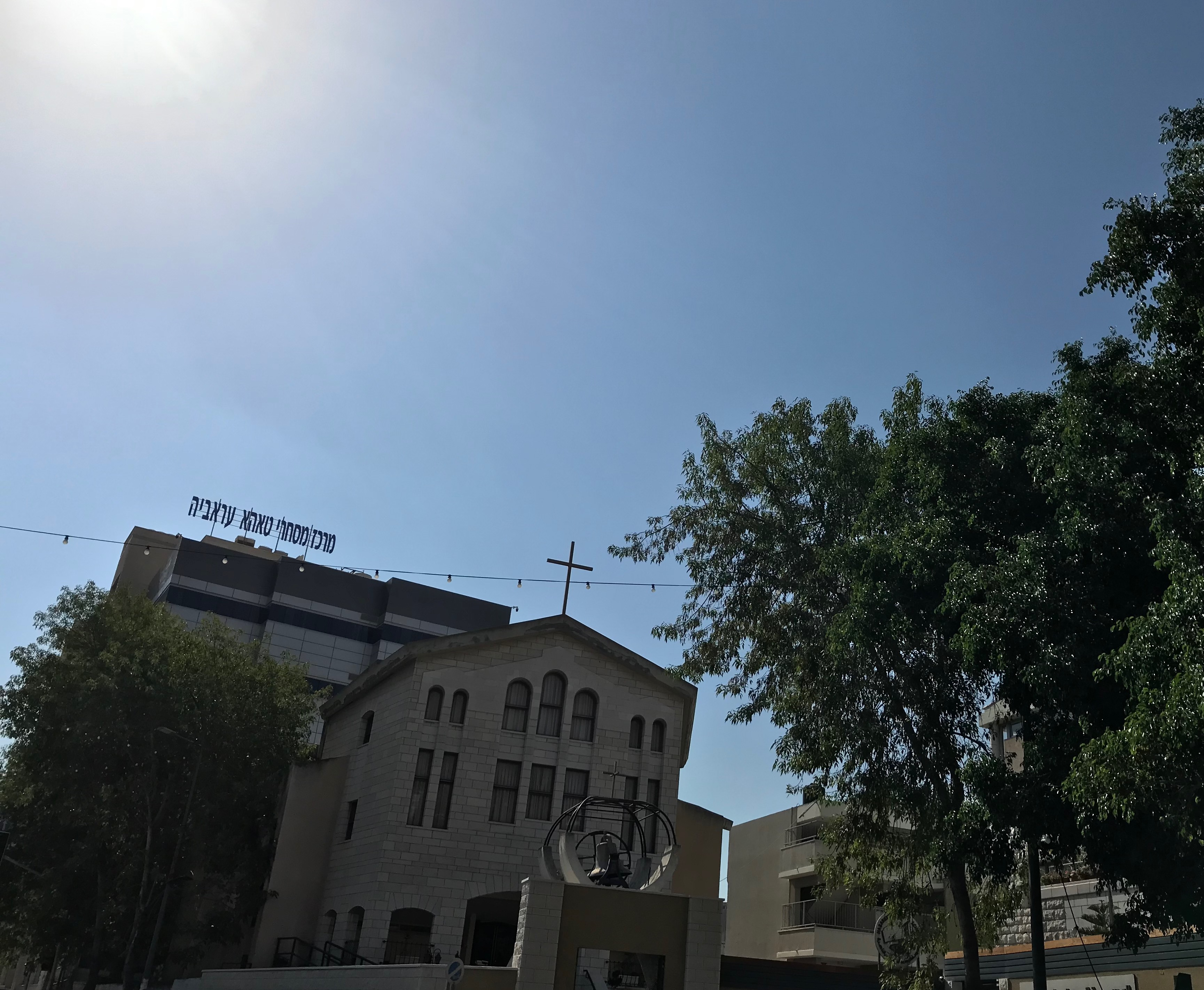
Igreja Evangélica Batista de Nazaré.

A Associação tem suas origens na fundação da primeira Igreja Batista em Nazaré em 1911 pelo sírio Shukri Mosa. Uma missão americana do International Mission Board também estabeleceu outras igrejas em 1923. Foi oficialmente fundada em 1965 por várias igrejas árabes israelenses.
De acordo com um censo da associação, em 2023 ela disse que tinha 17 igrejas e 900 membros.

## Escolas
A associação é parceira da Escola Batista Nazareth fundada em 1936, uma escola K–12.
Em 2007, fundou o Centro de Estudos Cristãos de Nazaré. Em 2014, o Centro fundiu-se com o Galilee Bible College para estabelecer o Nazareth Evangelical College.